# Progress in Energy and Combustion Science
Progress in Energy and Combustion Science est une revue bimensuelle internationale à comité de lecture contenant des articles de synthèse sollicités par la rédaction. Il est publié par Elsevier. Publié en anglais, son facteur d'impact en 2016 est 17.382 selon le Journal Citation Reports.

## Indexation
Le journal est indexé dans les bases de données suivantes :
- Current Contents
- Compendex
- Ei Engineering
- Aerospace Database
- American Petroleum Institute Abstracts
- Energy Science and Technology Database (en)
- Fuel and Energy Abstracts
- Applied Mechanics Reviews (en)
- Pascal
- APILIT
- Environmental Periodicals Bibliography
- Science Citation Index
- Scopus
- GeoRef
- Academic Search
- Engineering Information Database EnCompass LIT (Elsevier)
- OCLC Contents Alert
- Science Citation Index
- Web of Science
- Referativnyi Zhurnal VINTI-RAN (Russian Academy of Sciences)

## Liens
- (en) « Site du journal »